# Labanoras

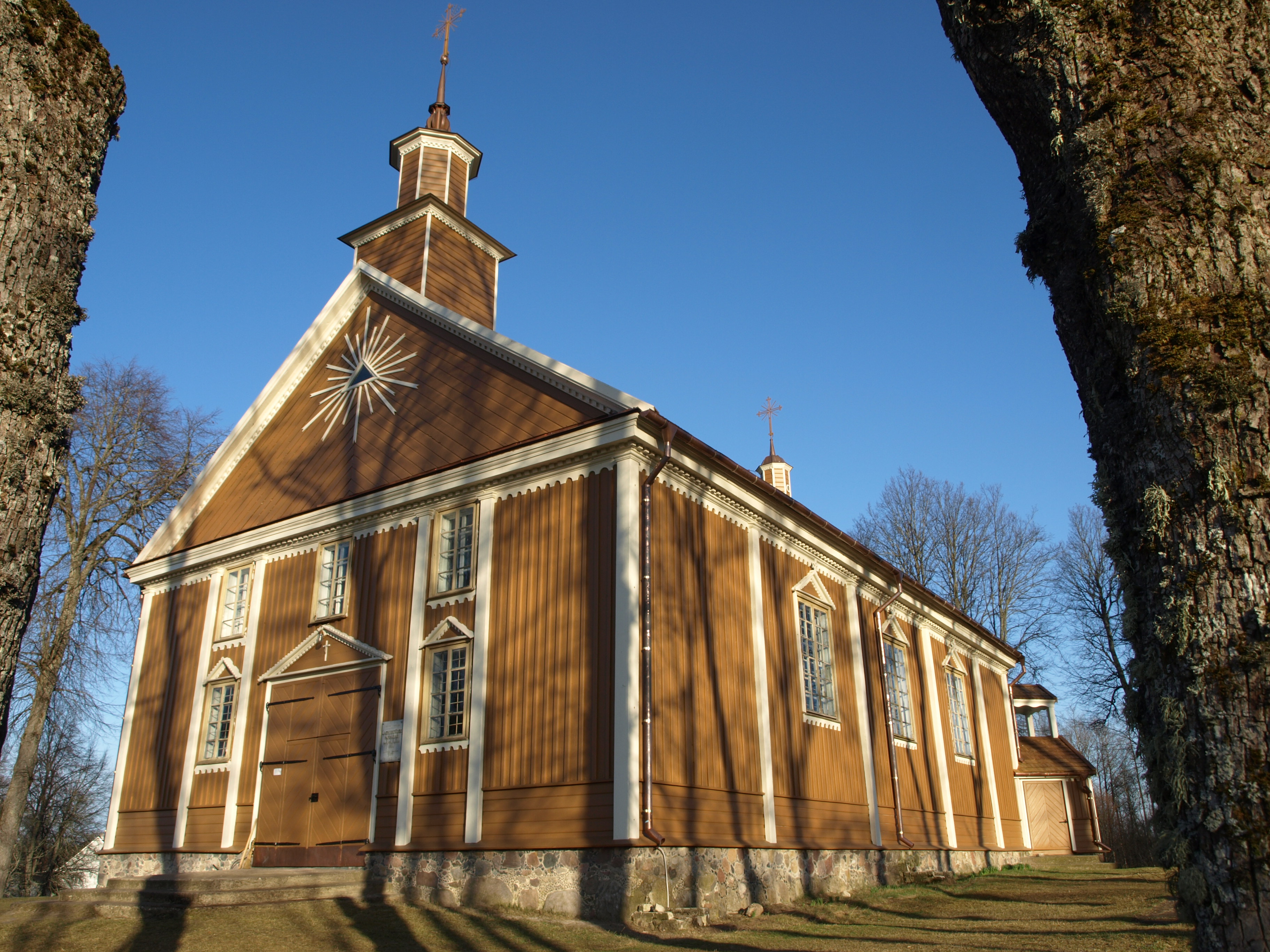
Église de Labanoras construite en 1820 mais détruite en 2009 lors d'un incendie.

Labanoras est un village de Lituanie sur les rives du lac du même nom. La forêt de Labaronas qui borde la ville est un parc national ainsi que la plus importante forêt du pays,.

## Histoire
Des noms alternatifs du village sont Labanary, Labanoro, Łabonary (polonais) et Labanore (Yiddish),.
La première mention du village date de 1373. En 1386, Ladislas II Jagellon offre le territoire à l'Archidiocèse de Vilnius.
En 1965, un trésor archéologique de 470 pièces est trouvé. Il contient de nombreuses pièces datant des années 1470,.
Au cours de l'été 1941, un einsatzgruppen de nationalistes lituaniens assassine la population juive dans plusieurs exécutions de masse,,.
Une église en bois est construite en 1820 mais brûle dans un incendie en 2009  et de nombreuses pièces d'art disparaissent à cette occasion,.